# Ornithodoros compactus
Ornithodoros compactus är en fästingart som beskrevs av Walton 1962. Ornithodoros compactus ingår i släktet Ornithodoros och familjen mjuka fästingar. Inga underarter finns listade i Catalogue of Life.